# Hugh Conway
Frederick John Fargus, con pseudónimo Hugh Conway (Bristol, 26 de diciembre de 1847 - Montecarlo, 15 de mayo de 1885), fue un novelista inglés.
Tenía la intención de convertirse en marinero, pero en deferencia a los deseos de su padre dejó esa idea a un lado y trabajó en Bristol, tomando el control de los negocios de su familia en 1868, tras la muerte de su padre.
Mientras era el encargado de las ventas escribió la letra de varias canciones, adoptando el pseudónimo Hugh Conway en recuerdo a los días que pasó en su entrenamiento de marino.
En 1883 publicó su primera historia larga, Called Back, de la cual más de 350.000 copias se vendieron en 4 años. Una versión dramática de dicho libro se produjo en Londres en 1884, y ese mismo año Fargus puclicó otra historia: Dark Days.
Murió en Montecarlo, debido a una fiebre tifoidea. Varios otros de sus libros fueron publicados póstumamente, siendo notable A Family Affair.